# Трю, Ариса
Ариса Трю (англ. Arisa Trew; род. 12 мая 2010, Кэрнс, Квинсленд) — австралийская скейтбордистка, чемпионка летних Олимпийских игр 2024 года.

## Биография
Ариса Тру родилась 12 мая 2010 года в Кэрнсе, в Австралии. Ее мать, Айко, японка, а отец, Саймон, валлиец. Ариса с семьёй переехали в Голд-Кост, когда девочке было два года. Начала кататься на скейтборде с семи лет.

## Карьера
23 июня 2023 года, во время мероприятия Tony Hawk’s Vert Alert, проходившего в Солт-Лейк-Сити, Ариса стала первой девушкой-скейтбордисткой, успешно выполнившей трюк на 720 оборотов. Этот трюк прославился благодаря профессиональным скейтбордистам-мужчинам и впервые его исполнил Тони Хоук в 1985 году.
В апреле 2024 года Трю получил премию Laureus World Sports Award в номинации «Спортсмен года».
29 мая 2024 года Трю стала первой женщиной-скейтбордисткой, показавшей Трюк «900» в хафпайпе.
6 августа 2024 года Ариса завоевала золотую медаль на Олимпийских играх в Париже в дисциплине парк, став самой молодой австралийкой, когда-либо завоевывавшей олимпийское золото. Трю сделала это в возрасте 14 лет.